# ایمی پولر
اِیمی پولر (انگلیسی: Amy Poehler؛ زادهٔ ۱۶ سپتامبر ۱۹۷۱) بازیگر و کمدین آمریکایی است. او پس از مطالعهٔ هنر بداهه در اوایل دههٔ ۱۹۹۰، مشترکاً یک گروه هنری کمدی-بداهه‌نوازی پایه‌گذاری کرد. این گروه در سال ۱۹۹۶ به شهر نیویورک نقل مکان کرد و در آن‌جا نمایش کمدی نیم‌ساعته خود را در شبکهٔ کمدی سنترال در سال ۱۹۹۸ اجرا می‌کردند. پولر به همراه سایر اعضای گروه کمدی، بنیان‌گذار یک تئاتر بداهه است.
پولر در سال ۲۰۰۱ به‌عنوان یکی از اعضای گروه بازیگران به برنامه کمدی پخش زنده شنبه شب در شبکهٔ ان‌بی‌سی پیوست. از سال ۲۰۰۴ تا ۲۰۰۸، او به‌عنوان مجری گویندهٔ مشترک بخش نقیضه خبری این برنامه مشغول به فعالیت بود. پولر پخش زنده شنبه شب را در نقطهٔ میانی فصل هشتمش رها کرد و در سیت‌کام پارک‌ها و تفریحات به ایفای نقش پرداخت. او تا سال ۲۰۱۵ تهیه‌کننده این سیت‌کام بود و در آن بازی کرد.

## فیلم‌شناسی

### بازیگر
| سال  | عنوان                        | نقش                    | توضیحات                                        |
| ---- | ---------------------------- | ---------------------- | ---------------------------------------------- |
| ۲۰۰۱ | تابستان داغ و مرطوب آمریکایی |                        |                                                |
| ۲۰۰۴ | دختران بدجنس                 | خانوم جون جرج          |                                                |
| ۲۰۰۴ | رشک                          | ناتالی وندرپارک        |                                                |
| ۲۰۰۶ | مرد سال                      | خودش                   |                                                |
| ۲۰۰۶ | در برادوی                    |                        |                                                |
| ۲۰۰۶ | اکس                          |                        |                                                |
| ۲۰۰۷ | تیغ شهرت                     | فرچایلد ون والدنبرگ    |                                                |
| ۲۰۰۷ | شرک ۳                        | سفیدبرفی               | صداپیشه                                        |
| ۲۰۰۷ | آقای وودکاک                  |                        |                                                |
| ۲۰۰۸ | هورتون صدایی می‌شنود          | سالی اومالی            | صداپیشه                                        |
| ۲۰۰۸ | مامان بچه                    |                        |                                                |
| ۲۰۰۸ | هملت ۲                       |                        |                                                |
| ۲۰۰۹ | هیولاها علیه بیگانگان        | کامپیوتر گالاگر        | صداپیشه                                        |
| ۲۰۰۹ | آلوین و سنجاب‌ها ۲            |                        | صداپیشه                                        |
| ۲۰۱۰ | آریتی                        | هاملی                  | صداپیشه؛ دوبله آمریکایی                        |
| ۲۰۱۱ | آلوین و سنجاب‌ها ۳            |                        | صداپیشه؛ دوبله آمریکایی                        |
| ۲۰۱۱ | شنل قرمزی ۲                  | گرتل                   | صداپیشه                                        |
| ۲۰۱۳ | گوینده ۲: افسانه ادامه دارد  | خبرنگار انترتینمنت نوز | حضور تک‌جلوه                                    |
| ۲۰۱۳ | پرندگان آزاد                 | جنی                    | صداپیشه                                        |
| ۲۰۱۳ | شما اینجایید                 | تری کولتر              |                                                |
| ۲۰۱۳ | ای.سی.او.دی                  |                        |                                                |
| ۲۰۱۴ | آن‌ها باهم آمدند              |                        |                                                |
| ۲۰۱۵ | درون و بیرون                 | شادی                   | صداپیشه                                        |
| ۲۰۱۵ | دیزنی بینهایت ۳٫۰            |                        | صدا پیشه                                       |
| ۲۰۱۵ | خواهران                      | مورا الیس              |                                                |
| ۲۰۱۷ | خانه                         | کیت جانسن              |                                                |
| ۲۰۱۹ | Wine Country                 | ابی                    | همچنین کارگردان، داستان‌نویس و تهیه‌کننده اجرایی |
| ۲۰۲۱ | موکسی                        | لیسا                   | همچنین کارگردان و تهیه‌کننده                    |
| ۲۰۲۳ | First Time Female Director   | مگ                     | همچنین تهیه‌کننده                               |
| ۲۰۲۴ | درون و بیرون ۲               | شادی                   | صداپیشه                                        |